# Pseudactium arcuatum
Pseudactium arcuatum är en skalbaggsart som först beskrevs av Leconte 1849.  Pseudactium arcuatum ingår i släktet Pseudactium och familjen kortvingar. Inga underarter finns listade i Catalogue of Life.